# Love Is Blindness
Love Is Blindness – ballada rockowa irlandzkiej grupy U2, pochodząca z ich wydanego w 1991 roku albumu Achtung Baby.
Fani zespołu spekulowali, że utwór odnosi się do trwającego około 30 lat konfliktu w Irlandii Północnej, zwanego The Troubles. Bono mówiąc o piosence stwierdził, że gitarowe solo The Edge’a jest bardziej wymowną modlitwą niż cokolwiek, co mógł napisać.
Piosenka była często ostatnim utworem wykonywanym przez U2 w trakcie koncertów w ramach trasy Zoo TV Tour. Towarzyszyła jej wtedy projekcja obrazów przedstawiających niebo nocą. The Edge grał „Love Is Blindness” na swoim Gibsonie Les Paul Custom, dołączając podczas występów na żywo rozwinięcie swojego gitarowego solo.
„Love Is Blindness” nie była wykonywana na żywo od czasu trasy Zoo TV Tour. Piosenka po raz pierwszy po długiej przerwie została zagrana podczas koncertu w Buenos Aires, który odbył się w trakcie trasy Vertigo Tour, 1 marca 2006 roku. Występ ten jednak pozbawiony był specjalnego gitarowego solo The Edge’a, które towarzyszyło piosence przy okazji wcześniejszych wykonań.
Własne covery piosenki stworzyło wielu artystów, wśród których są m.in. Trespassers William, Cassandra Wilson (na jej albumie New Moon Daughter), The Devlins i Sharon Corr (wersja ta została wydana na ścieżce dźwiękowej do serialu telewizyjnego Wołanie o pomoc), a także Sixpence None the Richer. W 2011 roku cover utworu w wykonaniu Jacka White’a trafił na składankę AHK-toong BAY-bi Covered, zawierającą covery wszystkich 12. utworów z Achtung Baby. Cover Jacka White’a znalazł się także na ścieżce dźwiękowej filmu Baza Luhrmanna Wielki Gatsby i na albumie The Great Gatsby: Music from Baz Luhrmann’s Film.
Piosenka nagrana na żywo znajduje się na wydawnictwie wideo Zoo TV: Live from Sydney.